# Emblyna callida
Emblyna callida là một loài nhện trong họ Dictynidae.
Loài này thuộc chi Emblyna. Emblyna callida được Willis J. Gertsch & Wilton Ivie miêu tả năm 1936.